# IC 2070
IC 2070 је спирална галаксија у сазвјежђу Златна риба која се налази на листи објеката дубоког неба у Индекс каталогу.
Деклинација објекта је - 57° 58' 52" а ректасцензија 4h 24m 35,6s. Привидна величина (магнитуда) објекта IC 2070 износи 13,8 а фотографска магнитуда 14,5. IC 2070 је још познат и под ознакама ESO 118-23, AM 0423-580, IRAS 04236-5805, PGC 15048.